# Angiopteris opaca
Angiopteris opaca là một loài dương xỉ trong họ Marattiaceae. Loài này được Copel. mô tả khoa học đầu tiên năm 1929.